# Люстра

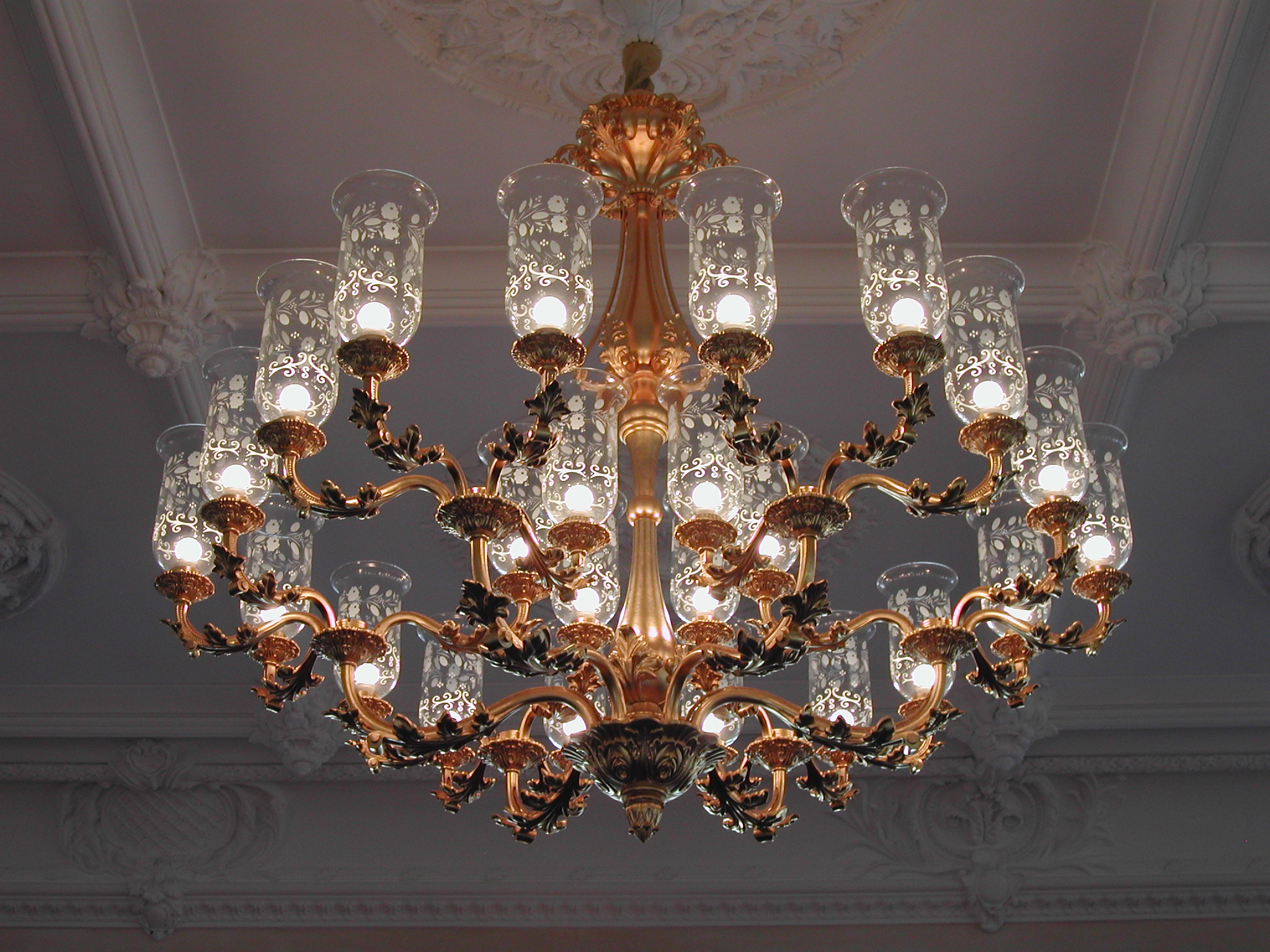

Люстра (фр. lustre, від італ. lustro, «блиск», що сходить до лат. lustrare — «світитися, сіяти») — підвісний освітлювальний прилад на декілька джерел світла з декоративно оформленою арматурою для загального освітлення приміщень. Люстра часто є основним джерелом світла і центральним елементом дизайну приміщення. Найдавнішими люстрами є свічкові (українські автори називали їх свіча́дами), потім з'явилися газові й електричні.
Інколи, люстрою називають прилад чи конструкцію подібну по формі на люстру, але іншу за призначенням та функціями, наприклад люстра Чижевського.

## Історія

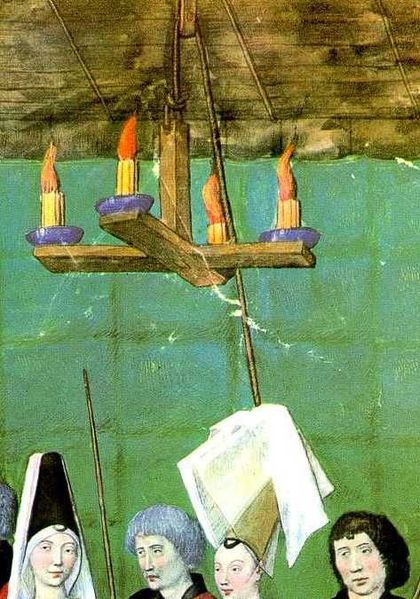
Середньовічна люстра. Малюнок з «Книги турнірів», 1460 р.

Перші люстри почали використовуватися багатими людьми вже в Середньовіччі. Починаючи з XV століття складніші конструкції, у вигляді ко́ла чи корони, поширюються в палацах і домах знаті, духовенства і купецтва. Їхня висока вартість робила люстри символом розкоші і високого соціального статусу. У церквах теж здавна використовувалися люстри — панікадила.
Ближче до начала XVIII століття литі і позолочені в техніці ормулю люстри з'явилися в домах представників купецького стану, який переживав бурний розвиток. Більшого поширення набули неокласичні мотиви, переважно литі з металу, а також з різьбленого і позолоченого дерева. Зроблені в цьому стилі люстри сильно залежали від естетики Стародавньої Греції і Стародавнього Риму, включаючи чисті лінії, класичні пропорції і зображення міфологічних персонажів. Розвиток склоробства уможливив подешевити виробництво кришталю, розсіювальні якості якого швидко зробили його популярним матеріалом для люстр.
Для одночасного запалювання свічок на люстрі використовувалися стопі́ни (італ. stoppino) — шнури, просочені легкозаймистою речовиною.
У середині XIX століття, коли завоювало популярність газове освітлення, багато свічкових люстр були перероблені під газові ріжки. На 1890-ті роки, з появою електричного освітлення, деякі люстри мали можливість використовування обох джерел світла. Надалі, з поширенням електрики, стали стандартними виключно електричні люстри. На деяких люстрах лампки виготовлені у вигляді язичків полум'я. Подешевіння люстр призвело до втрати ними символу високого соціального статусу.